# 大灣區聚變力量
大灣區聚變力量控股有限公司（英語：GREATER BAY AREA DYNAMIC GROWTH HOLDING LIMITED，港交所：1189），在2000年由德祥企業集團有限公司，以及有關聯營公司組成，也就是Apex Quality Group Limited控股公司，或者是前身為「珀麗酒店集團有限公司」。現時主席為葉家海，董事總經理陳玲女士，前身「珀麗酒店控股有限公司」和「Rosedale Hotel Holdings Limited」。
首次是在2002年12月9日，透過中國置地集團有限公司換取上市，當時透過母公司永安旅遊控股有限公司（已除牌）分拆酒店業務，之後在2004年初出售給陳南洋，也就是現時為中國農產品交易有限公司，但最後則是在2010年5月27日起，收購當時上市公司的永安旅遊股權，把珀麗酒店資產注入的。
2013年11月5日珀麗酒店同意向Shaw Holdings出售旗下大角咀大角咀道86號九龍珀麗酒店60%權益及債務，涉及資產歸屬旗下英屬維爾京群島公司，總代價7.892億元，而該公司欠債1.982億元，按交易60%權益計，有關待售貸款約1.189億元。換言之，珀麗出售該資產後，可清理最多9.08億元債務。
2022年4月，經營共居空間的WEAVE LIVING與環球房地產資產公司成立價值2億美元的合營企業，並收購九龍珀麗酒店的全幢酒店物業。項目總樓面面積約11.1萬平方呎，成交價13.75億元，折合呎價為12,400元。WEAVE LIVING將進行全面翻新為共居空間。

## 旗下酒店
- 香港珀麗酒店
- 九龍珀麗酒店（已出售）
- 洛陽金水灣大酒店
- 北京珀麗酒店
- 瀋陽時代廣場酒店
- 廣州珀麗酒店

## 相關
- 珀麗酒店
- 永安旅遊

## 外部連結
- rhh.com.hk（页面存档备份，存于）

1. ↑  . 香港01. 2022-04-06  [2022-12-09].